# Brigitta Zeumer

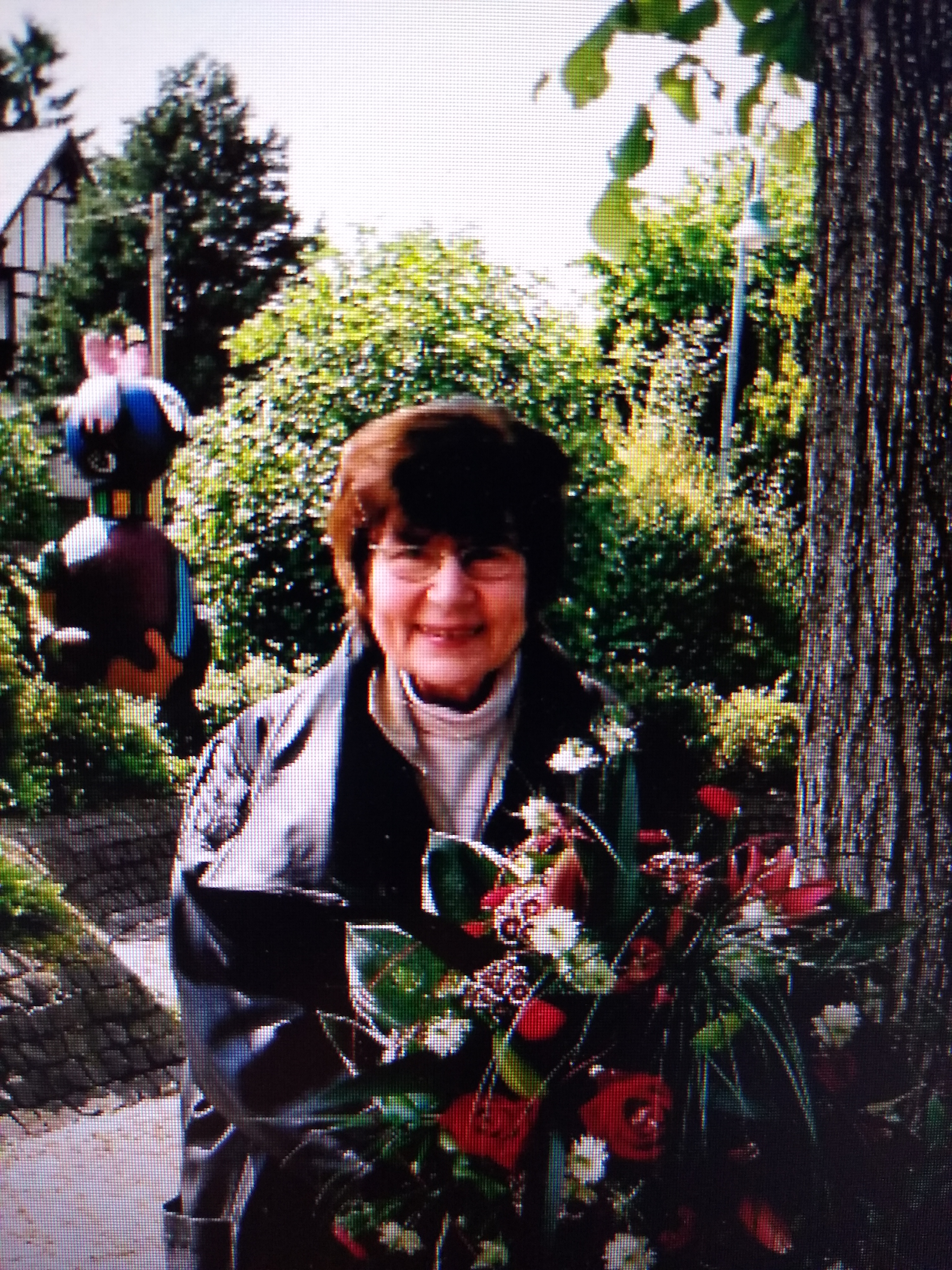
Brigitta Zeumer (2007)

Brigitta Zeumer, geborene Rochlitz (* 31. Mai 1939 in Rendsburg; † 20. August 2015 in Köln) war eine deutsche Malerin und Objektkünstlerin. In Deutschland wurde sie vor allem mit Landschaftsaquarellen und abstrakten Arbeiten bekannt. Sie war die erste deutsche Künstlerin, die vom chinesischen Kulturminister nach Peking eingeladen wurde, um in einer Einzelausstellung im Kaiserpalast ihre Arbeiten zu präsentieren.

## Leben
Brigitta Zeumer war die älteste Tochter von Hans Rochlitz und Annemarie Rochlitz, geborene Schürer. 1959 schloss sie ihre Schulausbildung mit dem Abitur ab und studierte anschließend Sozial- und Zeitungswissenschaften in Wilhelmshaven und Hamburg. Sie heiratete und zog 1967 nach Köln. Aus der Ehe gingen drei Söhne hervor.

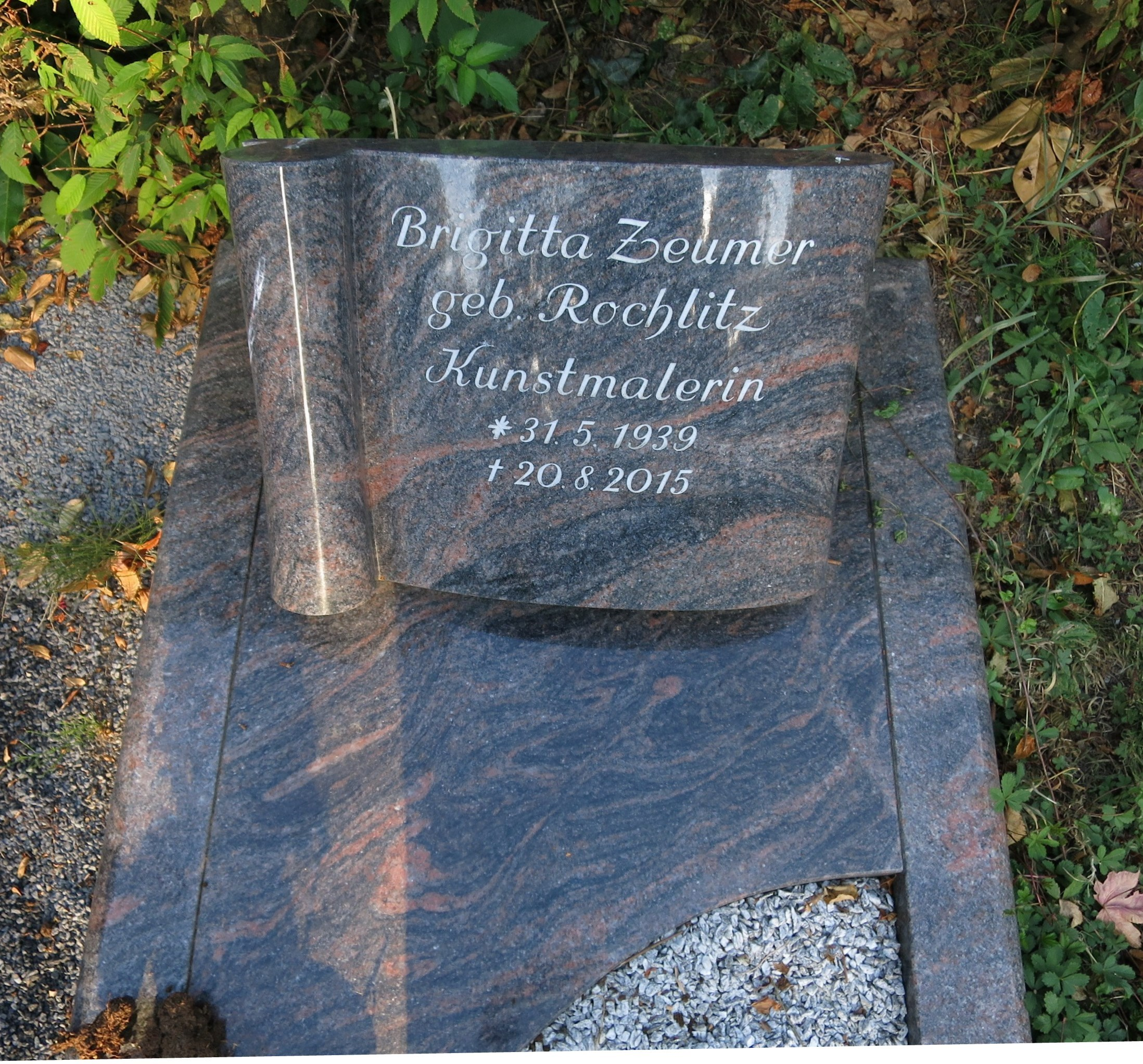
Grab Melaten-Friedhof

Brigitta Zeumer starb 2015 im Alter von 76 Jahren und wurde auf dem Kölner Friedhof Melaten (Flur 21 (U) Nr. 501) beerdigt.

## Künstlerische Entwicklung
In ihrer zweiten Lebenshälfte erkannte Brigitta Zeumer ihre künstlerische Berufung. Als Schülerin (1969–1971) von Karl-Anton Räderscheidt (* 1924, Sohn von Anton Räderscheidt) konzentrierte sie sich in den Jahren 1969–1975 zunächst auf Ölbilder. Sie hatte ihre erste Einzelausstellung mit Landschaften in der Kreissparkasse in Köln im Jahr 1971, weitere machten sie über ihre Heimat NRW hinaus bekannt. Neben einer Phase, in der Brigitta Zeumer auch Radierungen machte, verlegte sie im Jahr 1975 den Schwerpunkt auf Aquarelle. Auf dieser Grundlage stellten sich auch bald internationale Erfolge ein. 1988 wurden ihre Aquarelle bei einem unter 60 Ländern ausgelobten Wettbewerb der Del Bello Gallery in Toronto, Kanada, mit dem ersten Preis ausgezeichnet.

In den 1990er-Jahren wurden Brigitta Zeumers Arbeiten durch mehrere Reisen nach Ostasien und durch ihre Beschäftigung mit ostasiatischer Kunst abstrakter, großformatiger, bunter und pointierter. Besondere Anerkennung fanden ihre Werke in der Volksrepublik China. Im Jahr 1995 erhielt sie die Medaille „Justice/Peace“ in Chang Chun, China.

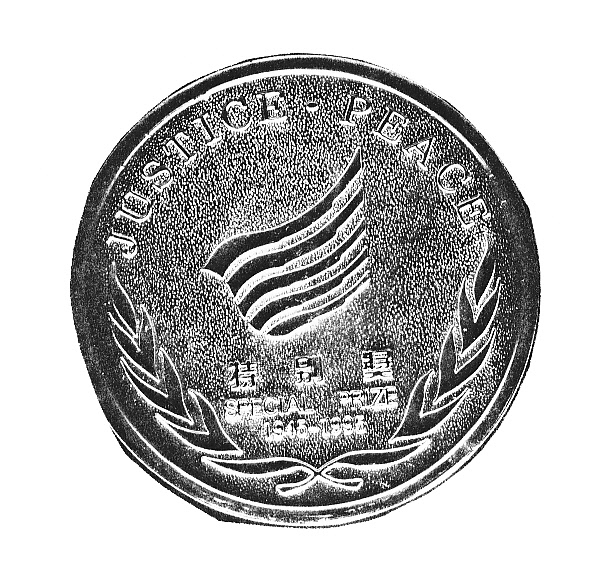

1999 leitete sie mehrere Workshops an der Deutschen Schule in Singapur. 2001 bekam sie ein Stipendium im Haus Rissen in Hamburg. Ab 1991 gab sie viele Rundfunk- und Fernsehinterviews im In- und Ausland. Beispielsweise wurde am sechsten April 2003 ein Interview mit ihr im Rahmen der Reihe „Künstlerportrait“ auf nrw-tv ausgestrahlt.
Zahlreiche Bilder der Künstlerin befinden sich in privaten Sammlungen sowie in den Sammlungen von Museen, Städten, Banken und Sparkassen.
Brigitta Zeumer entwickelte aus der Darstellung von Landschaft eine immer freier werdende Abstraktion. Die gesetzten Farben lassen zwar landschaftliche oder architektonische Elemente erkennen, doch bleibt das Dargestellte immer in der Schwebe. In den späten Jahren ihres Wirkens fertigte sie auch abstrakte Objekte aus  verschiedenen Materialien wie Bronze, Stein oder Glas.
Zeumer zeigte zu Lebzeiten ihre Werke in mehr als 300 Ausstellungen im In- und Ausland, u. a. in internationalen Metropolen wie Barcelona, Chicago, New York, Shanghai, Tokio, Wien oder Warschau.
Ihre Werke wurden von bedeutenden Politikern auserwählt, um sie an die Staatsoberhäupter anderer Länder zu verschenken. Der damalige Bundespräsident Roman Herzog überreichte im November 1996 ein Bild der Künstlerin an den chinesischen Präsidenten Jiang Zemin. 1999 schenkte Bundeskanzler Gerhard Schröder dem französischen Ministerpräsidenten Lionel Jospin eines ihrer Werke. Im Oktober 1999 übergab Bundespräsident Johannes Rau ein Original von ihr der niederländischen Königin Beatrix.

## Einzelausstellungen
- 1971–81 Kreissparkasse Köln / Schloß Lembeck / Kreismuseum Zons / Neues Schloss Meersburg / Galerie Koppelmann Leverkusen / Galerie L' Aturiale Lüttich / Galerie Dehne Stuttgart.
- 1982 Galerie An Groß St. Martin Köln / Galerie Hebler Bochum.
- 1983 Galerie Kreth d' Orey Heidelberg / Galerie NOVA Hagen.
- 1984 Galerie Brockmeyer Kleve / Galerie Kühne Mülheim-R. / Inter Art / Galerie Reich Köln / Galerie Lochte Hamburg / Galerie Wölffer Berlin /
- 1985 Galerie Weigl Nürnberg / Galerie Capellmann Aachen.
- 1986 Galerie Tscheuschner Kassel / Galerie Kreth d' Orey Heidelberg.
- 1987 Kunstverein Nümbrecht / Galerie Hill Düsseldorf.
- 1988 Galerie Schnittger München / Museum Heylshof Worms[2] / Galerie Ewers Köln.[3]
- 1989 Del Bello Gallery Toronto / Galerie Nemec Ingolstadt[2] / Galerie Dietz Plön / Galerie Kley Hamm.[3]
- 1990 Galerie Kühne Mülheim-Ruhr[2] / Galerie Am Brühl Gresgen (Zell im Wiesental) / Rathausgalerie Euskirchen.[3]
- 1991 Wattis Fine Arts Hongkong / Kaiserpalast Peking / Jiangsu Art Gallery Nanking / Kongresszentrum Schanghai[2] / Premiere Frankfurt / Galerie van Remmen Solingen / Galerie Dietz Bonn / Galerie Fischer Minden.[3]
- 1992 ASIA Nippon Convention Center Tokio / Buchhandlung Herder Freiburg[2]/ Galerie Kocken Kevelaer / Galerie Krenzel Haan / Siemens Erlangen.
- 1993 Stadtgalerie Altena / Torhausmuseum Siegburg / Galerie Hansen Bonn / Galerie Kiliansmühle Lünen / Osram München / Galerie Nemec Ingolstadt[3] / Galerie R. Brinkwirth Ochtrup[4].
- 1994 Sibirische Handelsbank Repräsentanz Deutschland Düsseldorf / Galerie der Handwerkskammer Koblenz[3] / Europäisches Parlament Straßburg.
- 1995 CHINA ART EXPO Peking / Dt. Kulturzentrum Taipei / Ausstellung zur Weltfrauenkonferenz Peking[2] / Berufsgenossenschaft Maikammer[5].
- 1996 Galerie van Remmen Solingen / Kunstverein Grevenbroich / Galerie Dietz Bonn.
- 1997 Galerie ATORPA Den Haag / Galerie Hansen Bonn / Galerie Wissdorf Köln / Galerie Krenzel Haan / Stubengalerie Goslar.
- 1998 Konsugerma Schanghai / Kunsthof Bonn / Galerie Spektrum Euskirchen.
- 1999 Kulturztr. St. Vith Belgien / Friedrich-Naumann-Stiftung Gummersbach / Galerie Isshorst Hamminkeln / The Substation Singapur.
- 2000 Galerie NOVA Hagen / Galerie Kühne Mülheim/Ruhr / Deutsche Welle Köln.
- 2001 Rinsche & Speckmann Berlin / Galerie Anders Lünen / Galerie in der Parkvilla Zweibrücken / Galerie Diehl Bergisch Gladbach / Lippische Landesbibliothek Detmold / Galerie an der Stadtkirche Bayreuth / Sunjin Gallery Singapur.
- 2002 Galerie Kley Hamm / Galerie Schneider Berlin.
- 2003 TEREMA Monheim / Sparkasse Grafschaft Diepholz.
- 2004 Stubengalerie Goslar / MANN MOBILIA Karlsruhe / Stadtgalerie Sundern.
- 2005 Galerie Zumkley Marienthal / Galerie Dorsel Heimbach.
- 2006 Galerie Wild Frankfurt / BBD Kunst Amsterdam / Galerie Forum Lindenthal Köln / Galerie Il Quadro Aachen.
- 2007 Galerie Schneider Berlin / Eschweiler Kunstverein / Kunstkabinett Hespert Reichshof.
- 2008 Galerie Wagnerkunstmanagement Hamburg / Konfuzius-Institut FU Berlin / Galerie Anne Malchers Bergisch Gladbach / Mannlichhaus Zweibrücken.
- 2009 Altes Pfandhaus Köln / Galerie Forum Lindenthal Köln.[2]
- 2010 Galerie ZAAR im Kunstkontorhagen Hagen.
- 2012 China Forum – Galerie T Kürten.[6]
- 2014 Kunstkabinett Hespert Reichshof.[7]
- 2015 Erste Galerie Bergisch Gladbach[8]

## Ausstellungsbeteiligungen
- 1971 Kölner Kunst-Kaleidoskop, Neumarkt der Künstler, Köln (1971–1975), Deutsches Klingenmuseum, Solingen
- 1976 L' Artothèque, Monte Carlo
- 1977 Kunstverein Frechen[2]
- 1978 Rathaus Köln-Porz[9]
- 1979–1988 Teilnahme an den internationalen Kunstmessen ART BASEL (Inter Art Galerie Reich, Galerie Siedlaczek, Galerie Kurze, Galerie Scholten)
- Teilnahme an den Kunstmärkten Göttingen (Inter Art Galerie Reich), Teilnahme an den Kunstmessen Düsseldorf und Köln (vertreten durch Inter Art Galerie Reich, Galerie Siedlaczek)
- 1981 Kunstverein Frechen, Städtisches Museum Hazebrouk[2]
- 1983 Katholische Akademie Stapelfeld (früher Heim-VHS) Cloppenburg[10]
- 1984 Rathaus Köln, „Freier Markt für aktuelle Kunst“ Westfalenhalle Dortmund,[3] Kunstverein Frechen[2]
- 1985 Galerie am Abend Schweinfurt[11]
- 1987 Ansbacher Kulturwochen
- 1988 Buchmesse Frankfurt, Del Bello Gallery Toronto
- 1989 Art Expo, New York, Chicago International Art Fair (Galerie Redies), „Deutsche Künstler sehen Afrika“ Westfalenhalle Dortmund, Del Bello Gallery Toronto, BIAF Barcelona (Galerie Root), LINEART Gent (Galerie Root), Buchmesse Frankfurt
- 1990 ART Frankfurt (Galerie Redies), Art Expo New York, Chicago International Art Fair (Galerie Redies), ART'21 Basel (Galerie Redies), Earth Art Gallery Tokio, Japan, Buchmesse Frankfurt (CCA Galleries), ART Stuttgart, Del Bello Gallery Toronto
- 1991 Comune di Mapello Lombardei, Galerien in Schleswig-Holstein, Schloss Salzau, Buchmesse Frankfurt, Lesezeichen-Museum Duisburg, Landesvertretung Baden-Württemberg Bonn, Del Bello Gallery Toronto[2]
- 1992 Beteiligung an der Zweiten Internationalen Litfasskunstbiennale München
- 1993 Buchmesse Frankfurt, „Kunst für die Umwelt“ Deutscher Sparkassenverlag[3]
- 1994 Buchmesse Frankfurt
- 1994–1998 ART MULTIPLE, Düsseldorf
- 1995 Beteiligung an der Ausstellung zur Weltfrauenkonferenz in Peking, Ausstellung JUSTICE/PEACE in Chang Chun (Goldmedaille), Grafikbiennale Kanagawa, Japan, Kunstmesse Graz
- 1996 Beteiligung an der Ausstellung GOYA in Museen auf allen Kanarischen Inseln, Grafikbiennale Warschau, Polen, Landesmuseum Judenburg, Österreich
- 1997 Grafikbiennale Kairo, Giza, Ägypten
- 1998 „750 Jahre Kölner Dom“, Köln, Kunstmesse Graz, Kunstmuseum Sharjah, VAE
- 2000 Grafikbiennale Kairo-Giza, Ägypten, 3. Int. Grafikbiennale Bitola, Mazedonien
- 2002 Wanderausstellung Deutsches Sport- u. Olympiamuseum, Köln, Potsdamer Platz, Berlin, Salt Lake City, München
- 2003 Kunsttage Brauweiler
- 2004 Kunstmesse Singapur, Kubus-Kunsthalle, Duisburg,[2] Galerie Isshorst, Hamminkeln[12]
- 2005 Galerie Schneider, Berlin, Galerie eins!, Bad Münstereifel, Museum Blankenheim, Galerie Wagner – Kunstmanagement, München, Galerie H. P. Haas, Stuttgart, Kunstmesse Dornbirn
- 2006 Bharat Bhavan International Biennale of Print-Art 2006, Indien, Deutsch-Niederländische Grafikbörse Borken, Grafikbiennale 2006 Kairo und Alexandria, Ägypten[2]

## Druckerzeugnisse
- Postkarten
- Glückwunschkarten
- Briefpapier und Briefumschläge
- Kunstkalender in den Jahren: 1984 – 2009, 2012, 2013, 2014
- Carborundum-Arbeiten
- Serigraphien

## Bücher
- Beglückende Stille. Buch von Rainer Haak (Datum der Erstveröffentlichung: 1986) ISBN 3-501-00165-7
- Jeden Tag umgibst Du mich: Aquarelle u. Gedanken. Buch von Brigitta Zeumer (Datum der Erstveröffentlichung: 1988) ISBN 3-87729-412-X
- Harmonie der Stille: Aquarelle. Buch von Brigitta Zeumer (Datum der Erstveröffentlichung: 1986) ISBN 3-87729-085-X
- Worte der Zuwendung für dich. Buch von Brigitta Zeumer / Renate Schuh,  SKV-Edition (2007)* ISBN 978-3-8256-5207-4
- Stille Landschaften der Seele. Buch von Brigitta Zeumer und Kurt Rainer Klein, (2008) ISBN 978-3-937618-60-9
- Gute Wünsche für dich. Buch von Brigitta Zeumer SKV-Edition (1996) ISBN 3-87729-672-6
- Harmonie der Stille. Buch von Brigitta Zeumer u. Simon Baum (2007) ISBN 978-3-8256-4368-3
- Brigitta Zeumer in Singapore. Sunjin Galleries (2001) ISBN 981-04-5222-5

## Fernsehinterviews
- 6. April 2003 Fernseh-Künstlerportrait mit Brigitta Zeumer auf nrw-tv
- 2006 und 2007 Fernseh-Künstlerportrait im Niederländischen Fernsehen

## Presseartikel (Auswahl)
- Brigitta Zeumer: Beherrschung des Schönen, Dr. Russ, Quelle: iab revue internationale des art, Nr. 50
- Brigitta Zeumer: Seelenverwandtschaft mit dem Reich der Mitte, Vernissage, Ausgabe 2–8/89
- Brigitta Zeumer: Innere Landschaftsbilder, Der Kunsthandel, Ausgabe 7/96 von Annette Quast